# Лахден (стадіон)
«Лахден кісапуйсто» (фін. Lahden kisapuisto) — футбольний стадіон у місті Лахті, Фінляндія, домашня арена ФК «Лахті».
Стадіон побудований та відкритий 1952 року у рамках підготовки до Літніх Олімпійських ігор, які того ж року приймала Фінляндія. З часу відкриття арена не зазнавала особливих реконструкцій і поступово занепадала. У 2017 році здійснено капітальну реконструкцію стадіону, в результаті чого він приведений до вимог Вейккаусліги та УЄФА.